# Chilebeckasin
Chilebeckasin (Gallinago stricklandii) är en sydamerikansk vadarfågel i familjen snäppor.

## Utseende
Chilebeckasinen är en stor (29–35 cm) och morkullelik beckasin med breda och rundade vingar samt en lång och relativt kraftig näbb. Fjäderdräkten är överlag rostbrun och mörk, med en otecknad fläck på strupen och obandat beigefärgad centralt på buken.

## Utbredning och systematik
Fågeln förekommer i Anderna från södra Argentina och södra Chile till Tierra del Fuego. Den är huvudsakligen en stannfågel men populationen på Tierra del Fuego övervintrar på fastlandet i Chile. Den behandlas som monotypisk, det vill säga att den inte delas in i några underarter.

### Släktestillhörighet
DNA-studier visar att chilebeckasinens förmodade nära släkting kejsarbeckasinen troligen är närmare släkt med beckasinerna i Coenocorypha än de i Gallinago. Än så länge har detta dock inte lett till några taxonomiska förändringar.

## Levnadssätt
Chilebeckasinen hittas i gräsrika och beskogade sumpiga områden med låga buskage eller vass, ofta i ett mosaiklandskap med gräsbevuxna mossar, bambu och lavtäckt dvärgskog och ibland även i kuddväxtmossar upp till 4200 meters höjd. Norr om Eldslandet ses den även i mer öppna gräs- och buskmarker. Nästan inget är känt om dess föda annat än att den åtminstone verkar ta skalbaggar. Den är tydligen huvudsakligen nattlevande. Även dess häckningsbiologi är dåligt känd. Bon och ungar har hittats i december, på upphöjd mark kring kort och glest gräs och vassbestånd.

## Status och hot
Chilebeckasinen är en dåligt känd art som anses ha en liten population på högst 10 000 individer. Den tros också minska i vissa områden till följd av predation från invasiva minken samt illa planerade vindkraftsparker. Med tanke på att data saknas kategoriserar internationella naturvårdsunionen IUCN den i nuläget som nära hotad.

## Namn
Fågelns vetenskapliga artnamn hedrar den brittiske geologen och zoologen Hugh Edwin Strickland (1811-1853). Fram tills nyligen kallades den även stricklandbeckasin på svenska, men justerades 2022 till ett enklare och mer informativt namn av BirdLife Sveriges taxonomikommitté. Den har även kallats fuegobeckasin.

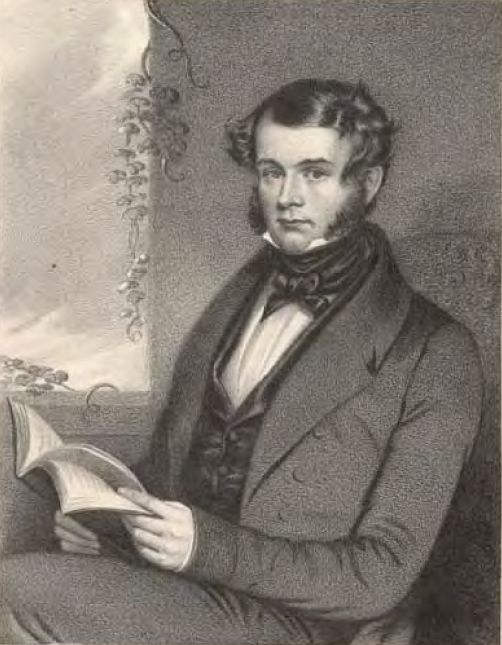
Fågeln har fått sitt vetenskapliga för att hedra den engelske naturforskaren Hugh Edwin Strickland.